# Masakazu Morita
Masakazu Morita (jap. 森田 成一, Morita Masakazu; * 21. Oktober 1972 in Sumida, Tokio) ist ein japanischer Synchronsprecher (Seiyū). Derzeit (2010) arbeitet er für Aoni Production.

## Karriere
Morita ist für seine Rollen als Ichigo Kurosaki (Bleach), Tidus (Final Fantasy X), Auel Neider (Gundam Seed Destiny) oder Pegasus Seiya (Saint Seiya Hades-Kapitel Inferno) bekannt. Außerdem spricht er die Stimme  des Troy Bolton in der japanischen Version von High School Musical und High School Musical 2.
Auch als Gastgeber in Radio-Shows tätig,  moderiert er „Bleach B-Station“ seit April 2005 und war u. a. 2007 mit Co-Moderator Toshiyuki Morikawa ein Jahr lang in Minna tomodachi! Sengoku Basaradio zu hören.
2007 erhielt Morita bei den ersten Seiyu Awards zusammen mit Tetsuya Kakihara die Auszeichnung für den besten Nachwuchs-Seiyū für seine Rolle als Ichigo Kurosaki in Bleach.

## Rollen (Auswahl)

### Anime
- Akatsuki no Yona (Kija)
- Aqua Kids (Juno)
- Baccano! (Claire Stanfield)
- Beck (Masaru Hyōdō)
- Bleach (Ichigo Kurosaki, Hollow Ichigo)
- Detektiv Conan (Fukuma Ryosuke in Episode 419 und 420)
- Dragon Ball: Hey! Son Goku und seine Freunde kehren zurück!! (Tarble)
- Dragon Ball Super (Whis)
- Final Fantasy VII: Advent Children – motion actor
- Higashi no Eden (Ryō Yūki)
- Kin′iro no Corda (Kazuki Hihara)
- Kita e. (Yū)
- Kite Liberator (Rin Gaga)
- Kingdom (Xin)
- Kuroko no Basuke (Haizaki Shougo)
- Marginal Prince (Alfred Visconti)
- Kidō Senshi Gundam Seed Destiny (Auel Neider)
- Major (Sato Toshiya)
- One Piece (Marco)
- Onmyō Taisenki (Yakumo Yoshikawa)
- Prince of Tennis (Tashiro)
- Ring ni Kakero (Ryuji Takane)
- Sengoku Basara (Maeda Keiji)
- Saint Seiya: Hades-Kapitel (Pegasus Seiya)
- Tiger&Bunny: Barnaby Brooks Jr.